# Strömstad
Strömstad (en noruego: Strømstad) es una localidad en Västra Götaland (Suecia), cerca de la frontera con Noruega.
La ciudad tiene 7417 habitantes a fines de 2020. Strömstad es, a pesar de su escasa población, por razones históricas considerada como una ciudad. La ciudad es conocida por su puerto deportivo. 
El grupo de black metal Dissection procede de esta ciudad, del mismo modo que su controvertido cantante Jon Nodtveidt.